# 百万人塞爆机场集会
在香港国际机场进行，是8月11日万人接机集会的后续。集会当天，由于现场过于拥挤，机场被迫取消大量航班。
8月13日，仍有不少人自发到机场参加集会，开始有示威者堵塞闸口，甚至阻拦旅客离境，与旅客发生争执，非法禁錮記者。对此，有香港网民表示，集会是为向外国人反映港人诉求，并争取获得支持，而不是阻挠旅客人身自由引起反感。呼吁在场人士不要将“和你飞”变成“阻你飞”、“停你飞”。部分外国游客因为示威者集会被困机场，特区政府运输及房屋局局长陈帆表示，集会严重干扰机场的运作。香港机场管理局董事盛智文表示，集会严重影响了香港的国际形象，损害了香港的声誉。
14日上午，香港机场管理局发布声明，称已向法院取得临时禁制令，禁止任何人在机场出席或参与机场管理局指定地方之外举行的示威、抗议或公众活动。